# WTA Challenger de Newport Beach
O WTA Challenger de Newport Beach – ou Oracle Challenger Series – Newport Beach, na última edição – foi um torneio de tênis profissional feminino, de nível WTA 125K.
Realizado em Newport Beach, nos Estados Unidos, estreou em 2018. Os jogos eram disputados em quadras duras durante o mês de janeiro.
Em 2020, a Oracle descontinuou o patrocínio a torneios norte-americanos no circuito WTA 125K, e a continuação do evento se tornou incerta, não ocorrendo em 2021.

## Finais

### Simples
| Ano  | Campeã           | Vice-campeã     | Resultado     |
| ---- | ---------------- | --------------- | ------------- |
| 2020 | Madison Brengle  | Stefanie Vögele | 6–1, 3–6, 6–2 |
| 2019 | Bianca Andreescu | Jessica Pegula  | 0–6, 6–4, 6–2 |
| 2018 | Danielle Collins | Sofya Zhuk      | 2–6, 6–4, 6–3 |

### Duplas
| Ano  | Campeãs                     | Vice-campeãs                     | Resultado         |
| ---- | --------------------------- | -------------------------------- | ----------------- |
| 2020 | Hayley Carter Luisa Stefani | Marie Benoît Jessika Ponchet     | 6–1, 6–3          |
| 2019 | Hayley Carter Ena Shibahara | Taylor Townsend Yanina Wickmayer | 6–3, 7–61         |
| 2018 | Misaki Doi Jil Teichmann    | Jamie Loeb Rebecca Peterson      | 7–64, 1–6, [10–8] |